# Abrostola nairobiensis
Abrostola nairobiensis là một loài bướm đêm trong họ Noctuidae.